# Tephrosia curtissii
Tephrosia curtissii là một loài thực vật có hoa trong họ Đậu. Loài này được (Small) Shinners miêu tả khoa học đầu tiên.